# Confederación Germánica
La Confederación Germánica (en alemán: Deutscher Bund, lit. 'Confederación Alemana') fue una unión que agrupó a 38 o 39 Estados alemanes en una confederación de Estados soberanos bajo la presidencia de la Casa de Austria. Fue establecida el 8 de junio de 1815 en el Congreso de Viena y existió hasta su disolución el 23 de agosto de 1866. Sucedió a la Confederación del Rin, creada en 1806 por Napoleón I en sustitución del Sacro Imperio Romano Germánico.
Ideada para mantener la seguridad de los múltiples pequeños Estados del desaparecido Sacro Imperio Romano Germánico, la Confederación no suponía ninguna concesión al creciente nacionalismo alemán, por no ser este del agrado de Viena.
La Dieta, que no era un Parlamento de representantes elegidos por el pueblo, sino un congreso de delegados con sede en Fráncfort del Meno, fue su única entidad central, aunque en 1834 se fundó la Unión Aduanera de Alemania y, con ello, un mercado interno unitario para la mayoría de los Estados.
La Revolución de 1848 tuvo gran resonancia en Alemania. En marzo se produjeron en todos los Estados de la Confederación alzamientos populares que obligaron a los príncipes a hacer concesiones, las cuales llevaron al surgimiento de los primeros Parlamentos verdaderamente representativos.
La Confederación solo funcionaba cuando coincidían las posiciones de Austria y Prusia, cuya confrontación condujo finalmente a la guerra de las Siete Semanas. Tras el triunfo prusiano, la Confederación Germánica quedó disuelta y fue sustituida en el año 1867 por la Confederación Alemana del Norte, dominada por Prusia, que sirvió de preámbulo al Imperio alemán.

## Historia

### Antecedentes
La guerra de la Tercera Coalición tuvo lugar entre 1803 y 1806. Después de la batalla de Austerlitz, el Sacro Imperio fue disuelto el 6 de agosto de 1806 con la abdicación del emperador Francisco II. La aplastante victoria de Napoleón condicionó el Tratado de Presburgo, por el cual dieciséis Estados alemanes, incluyendo Baviera y Wurtemberg, fundaron la Confederación del Rin en julio de 1806. Después de la batalla de Auerstedt en octubre de 1806 durante la Guerra de la Cuarta Coalición, otros Estados alemanes, entre ellos Sajonia y Westfalia, entraron también en la Confederación. Solo Austria, Prusia, el Holstein danés y la Pomerania sueca permanecieron fuera de la Confederación del Rin.
Estas naciones se unirían más tarde en la Guerra de la Sexta Coalición entre 1812 y 1814.

### Fundación
La Confederación Germánica fue creada por una declaración del Congreso de Viena el 8 de junio de 1816 después de haber sido aludida en el artículo 6 del Tratado de París de 1814, al final de la Guerra de la Sexta Coalición.
La Confederación fue fundada formalmente por un segundo tratado, la Declaración Final de la Conferencia Ministerial para Completar y Consolidar la Organización de la Confederación Germánica. Este tratado no fue concluido y firmado por las partes hasta el 15 de mayo de 1820. Los Estados se unieron a la Confederación Germánica haciéndose partes en el segundo tratado. Los Estados designados para la inclusión en la Confederación en el tratado de 1816 fueron:
1. Austria, Carintia, Carniola, el Litoral, Salzburgo, Estiria, Tirol alemán y Vorarlberg
2. Tierras de la Corona de Bohemia
3. Prusia
4. Baviera
5. Sajonia
6. Hanóver
7. Wurtemberg
8. Baden
9. Electorado de Hesse
10. Gran Ducado de Hesse
11. Holstein y Lauenburgo, sostenidos por Dinamarca
12. Luxemburgo, sostenido por los Países Bajos
13. Brunswick
14. Mecklemburgo-Schwerin
15. Nassau
16. Sajonia-Weimar-Eisenach
17. Sajonia-Gotha
18. Sajonia-Coburgo
19. Sajonia-Meiningen
20. Sajonia-Hildburghausen
21. Mecklemburgo-Strelitz
22. Oldemburgo
23. Anhalt-Dessau
24. Anhalt-Bernburg
25. Anhalt-Köthen
26. Schwarzburgo-Sondershausen
27. Schwarzburgo-Rudolstadt
28. Hohenzollern-Hechingen
29. Liechtenstein
30. Hohenzollern-Sigmaringen
31. Waldeck
32. Reuss, línea mayor
33. Reuss, línea menor
34. Schaumburg-Lippe
35. Lippe-Detmold

Cuando se concluyó el tratado de 1820, los siguientes Estados también fueron incluidos:
1. Hesse-Homburg
2. Lübeck
3. Fráncfort
4. Bremen
5. Hamburgo

En 1839, como compensación por la pérdida de la provincia de Luxemburgo en favor de Bélgica, se creó el Ducado de Limburgo, que fue miembro de la Confederación Germánica hasta su disolución en 1866.

### Restauración o Período Vormärz
Tras las guerras napoleónicas, Europa vivió un periodo de su historia caracterizado por una actitud reaccionaria hacia las ideas de la Revolución francesa y el nacionalismo por parte de las monarquías reinantes. Austria, que presidía la Confederación Germánica, guio su política bajo el mando de su canciller Klemens von Metternich. Las políticas de Metternich estaban fuertemente en contra de la revolución y el liberalismo. En su opinión, el liberalismo era una forma de revolución legalizada. Metternich creía que la monarquía absoluta era el único sistema adecuado de gobierno. Una de sus medidas fue aplicar los famosos Decretos de Karlsbad.
Pese a ello, el patriotismo y la lucha por la unidad nacional se alzaron como factores fundamentales en la evolución política de la época. Los súbditos de los soberanos, en la medida que se consideraban identificados con una comunidad dotada de valores propios y diferenciadores y de una personalidad histórica colectiva, arrebataron el protagonismo a reyes y emperadores y pusieron de nuevo en peligro sus poderes. Las universidades fueron un foco fundamental del nacionalismo alemán. En ellas surgió el movimiento de la Burschenschaft. Esta asociación de estudiantes nacida en la Universidad de Jena se convirtió en la vanguardia del movimiento patriótico, animada por un nacionalismo romántico, historicista, con ribetes antisemitas y descarada profesión de fe antifrancesa. En octubre de 1817 se organizó una fiesta de conmemoración del tricentenario de la reforma protestante y el cuarto aniversario de la derrota de Napoleón en Leipzig; la celebración constituyó una exaltación del patriotismo que inquietó a los Gobiernos de Prusia y Austria.
August von Kotzebue, acusado de estar al servicio del zar de Rusia, fue asesinado en marzo de 1819 por un estudiante de la Universidad de Jena, Karl Sand. Este asesinato propició la reacción. Metternich consiguió que se declarara ilegal a la Burschenschaft y al mismo tiempo dispuso el establecimiento del control policial sobre las universidades.

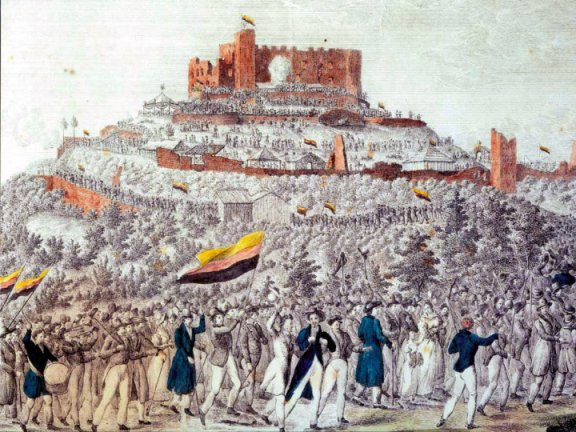
El Festival de Hambach, en una ilustración de 1832.

En el dividido espacio político del antiguo Sacro imperio, que estaba experimentando cambios económicos que exigían la conformación de un mercado unificado de dimensiones nacionales (Zollverein), se produjeron levantamientos organizados por jóvenes estudiantes, que no consiguieron ir más allá de actos reivindicativos y propagandísticos, al ser duramente reprimidos por las potencias de la zona: el reino de Prusia y el Imperio austríaco.
En mayo de 1832 se celebró el Festival de Hambach, un acontecimiento cultural en el castillo de Hambach (Palatinado) que se convirtió en un acto de reivindicación política de libertad y unificación nacional alemana (como ya lo había sido el Festival de Wartburg de 1817). En las manifestaciones que tuvieron lugar en Hambach participaron de 20 000 a 30 000 personas, entre las que había una destacada presencia de franceses y de exiliados polacos (que habían escapado de la represión rusa de su propia revolución). A imitación de las banderas tricolores francesa e italiana, se diseñó para esta ocasión la bandera tricolor alemana (negra, roja y amarilla). Se produjeron algunos disturbios y algunas detenciones. Tres de los organizadores se escaparon, y uno, que había decidido permanecer en el país, fue condenado a dos años de cárcel. El poeta Heinrich Heine calificó estos hechos como una oportunidad perdida. Al año siguiente, el ejército bávaro ocupó el lugar para evitar la conmemoración que estaba previsto celebrar.

### Las Revoluciones de 1848

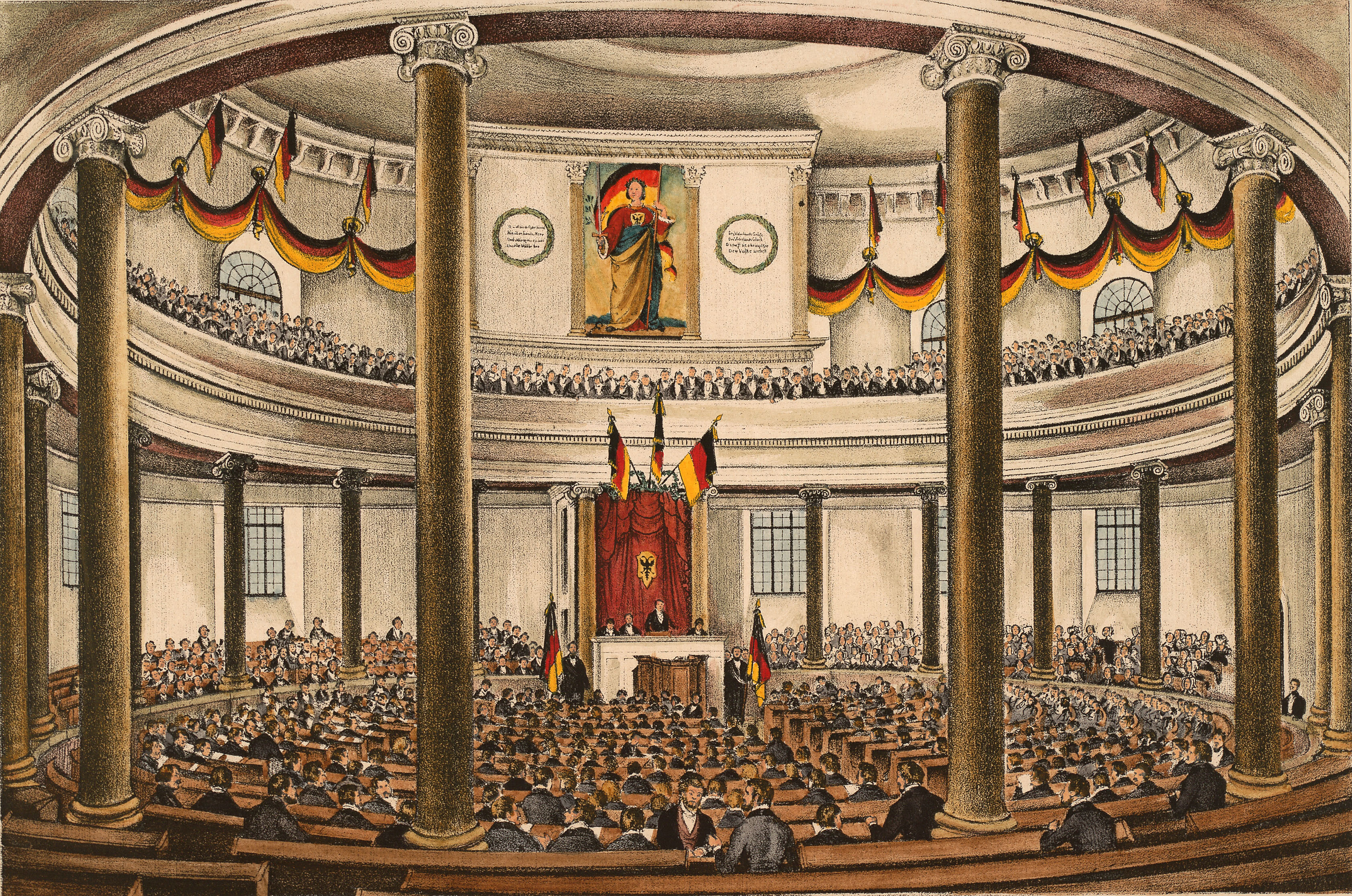
Parlamento de Fráncfort

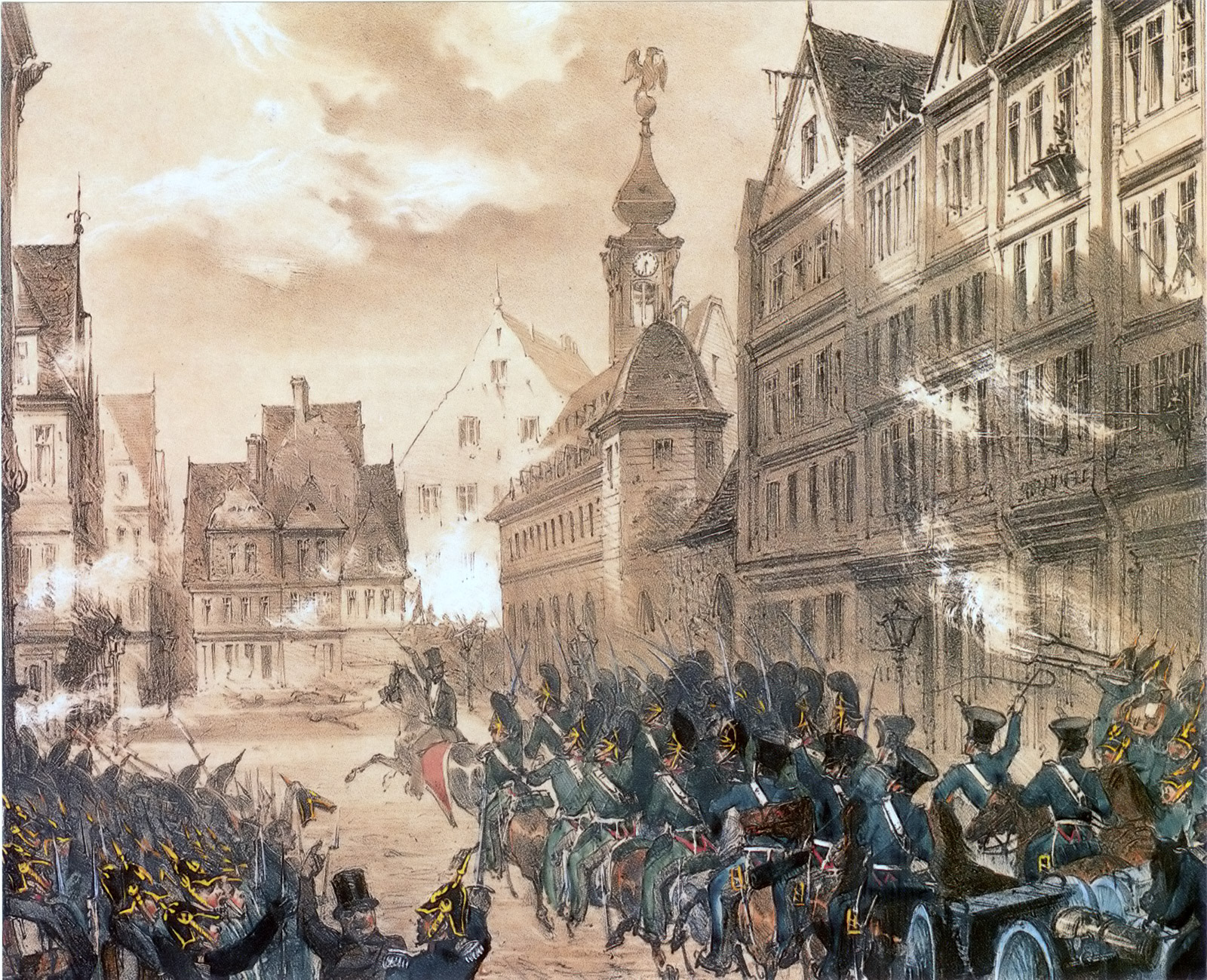
El ejército ataca las barricadas levantadas en la Konstablerwache de Fráncfort, 18 de septiembre de 1848.

Las noticias sobre la Revolución de 1848 en París llegaron rápidamente a los liberales burgueses descontentos, republicanos y obreros más radicales. El primer alzamiento revolucionario en Alemania empezó en el Estado de Baden en marzo de 1848. En unos pocos días, se produjeron levantamientos revolucionarios en otros, incluyendo a Austria, y finalmente en Prusia. El 15 de marzo de 1848, los súbditos de Federico Guillermo IV de Prusia ventilaron sus largamente reprimidas aspiraciones políticas en violentos disturbios en Berlín, mientras se erigían barricadas en las calles de París. El rey Luis Felipe de Francia huyó a Gran Bretaña. Federico Guillermo IV cedió ante la furia popular y prometió una constitución, un Parlamento y apoyo a la unificación alemana. Pero, por lo menos, su régimen permanecía en pie.
El 18 de mayo, el Parlamento de Fráncfort (Asamblea de Fráncfort) abrió su primera sesión, con delegados de varios Estados alemanes. Inmediatamente estuvo dividido entre aquellos favorables a la solución kleindeutsche (pequeña Alemania) y los partidarios de la solución grossdeutsche (gran Alemania). Los primeros estaban a favor de ofrecer la corona imperial a Prusia. Los últimos preferían entregarla a los Habsburgo en Viena, lo que integraría propiamente a Austria y Bohemia (pero no a Hungría) a la nueva Alemania.
Desde mayo hasta diciembre, la Asamblea debatió elocuentemente temas académicos mientras los conservadores se movían rápidamente contra los reformistas. Como en Austria y Rusia, la afirmación de la clase media aumentó los sentimientos autoritarios y reaccionarios entre la clase alta terrateniente, cuya posición económica estaba declinando. Se tornaron en palancas políticas para preservar su gobierno. En tanto que el ejército prusiano permaneció leal y los campesinos no mostraban interés, Federico Guillermo IV recuperó su confianza. La Asamblea emitió una "Declaración sobre los Derechos del pueblo alemán", se perfiló una constitución (excluyendo a Austria que se oponía abiertamente a la Asamblea) y el liderazgo del Reich fue ofrecido a Federico Guillermo, quien rechazó "recoger una corona de la cuneta". Miles de liberales de clase media huyeron al extranjero, especialmente a los Estados Unidos.
En 1849, Federico Guillermo IV propuso su propia constitución. Este documento concentraba el poder real en manos del rey y las clases altas y llamaba a una confederación de Estados alemanes del norte (la Unión de Érfurt). Austria y Rusia, temiendo una Alemania fuerte dominada por Prusia, respondieron presionando a Sajonia y Hanóver a que se retiraran, y Prusia se vio obligada a abandonar el esquema en un tratado conocido como la "humillación de Olmütz".

### Bismarck y las Guerras de Unificación
Una nueva generación de estadistas respondieron a las demandas populares de unidad nacional con sus propios fines, continuando con la tradición de Prusia de autocracia y reforma desde arriba. Alemania encontró a un líder capaz de acometer la aparentemente paradójica tarea de una modernización conservadora. Bismarck fue elegido por Guillermo I de Prusia (futuro Káiser Guillermo I) para burlar a los liberales en el Landtag, quienes se resistían al militarismo autocrático de Guillermo. Bismarck dijo a la Dieta, "las grandes cuestiones del día no son decididas por discursos ni votaciones mayoritarias ..., sino con sangre y hierro"; esto es, por la guerra y el poder industrial. Prusia ya tenía un gran ejército; ahora fue aumentado con el rápido crecimiento de su poder económico.
Bismarck conquistó y convenció gradualmente a la clase media, reaccionando a los sentimientos revolucionarios expresados en 1848 al proporcionar las oportunidades económicas por las que los sectores medios urbanos habían estado luchando.

### Disolución e Imperio
La Confederación Germánica terminó como resultado de la guerra austro-prusiana de 1866 disputada entre las distintas entidades constituyentes de la Confederación: el Imperio austriaco y sus aliados, por un lado, y el Reino de Prusia y sus aliados, por otro. La guerra condujo a la disolución de la Confederación, siendo parcialmente reemplazada por la Confederación Alemana del Norte en 1867, que incluía a Prusia pero excluía a Austria y los Estados alemanes del sur. Durante noviembre de 1870, los cuatro Estados del sur se unieron a la Confederación Alemana del Norte por un tratado.
El 10 de diciembre de 1870, el Reichstag de la Confederación Alemana del Norte renombró la Confederación como Imperio alemán y dio el título de emperador alemán al rey de Prusia como presidente de la Confederación. Durante el Sitio de París, el 18 de enero de 1871, el rey Guillermo I de Prusia fue proclamado emperador alemán en la Galería de los Espejos del Palacio de Versalles.

## Situación en espacio-tiempo
Entre 1806 y 1815, Napoleón organizó los Estados germánicos en la Confederación del Rin, pero esta colapsó después de las derrotas en 1812 y 1815. La Confederación Germánica tenía en general las mismas fronteras que el Sacro Imperio en el tiempo de la Revolución francesa (excepto lo que ahora es Bélgica). Los Estados miembros, reducidos drásticamente a treinta y nueve desde más de 300 al principio (véase Kleinstaaterei) bajo el Sacro Imperio Romano Germánico, fueron reconocidos como plenamente soberanos. Los miembros se comprometieron a la defensa mutua y mantuvieron conjuntamente las fortalezas confederadas de Maguncia, la ciudad de Luxemburgo, Rastatt, Ulm y Landau.
La Asamblea Federal bajo presidencia austriaca se reunía en Fráncfort. (El emperador Habsburgo y el rey del Reino Unido y Hanóver estaban representados por un 'enviado'.)
Durante la revolución de 1848/49, la Confederación Germánica estuvo inactiva. Fue revivida en 1850 bajo la presidencia austriaca, pero la rivalidad entre Prusia y Austria iba creciendo cada vez más.
La Confederación fue disuelta en 1866 después de la guerra austro-prusiana y fue 'sucedida' en 1866 por una Confederación Alemana del Norte dominada por Prusia. A diferencia de la Confederación Germánica, la Confederación Alemana del Norte fue de hecho un verdadero Estado. Su territorio comprendía la parte septentrional del río Meno de la Confederación Germánica, además de los territorios orientales de Prusia y el Ducado de Schleswig, pero excluía a Austria y los otros Estados alemanes del sur.
La influencia de Prusia se amplió con la guerra franco-prusiana, resultando en la proclamación del Imperio alemán en Versalles el 18 de enero de 1871, que unió la Confederación Alemana del Norte con los Estados meridionales alemanes. Todos los Estados constituyentes de la anterior Confederación Germánica se convirtieron en parte del Kaiserreich en 1871, excepto Austria, Luxemburgo y Liechtenstein.

## Impacto de la Revolución francesa y las invasiones napoleónicas

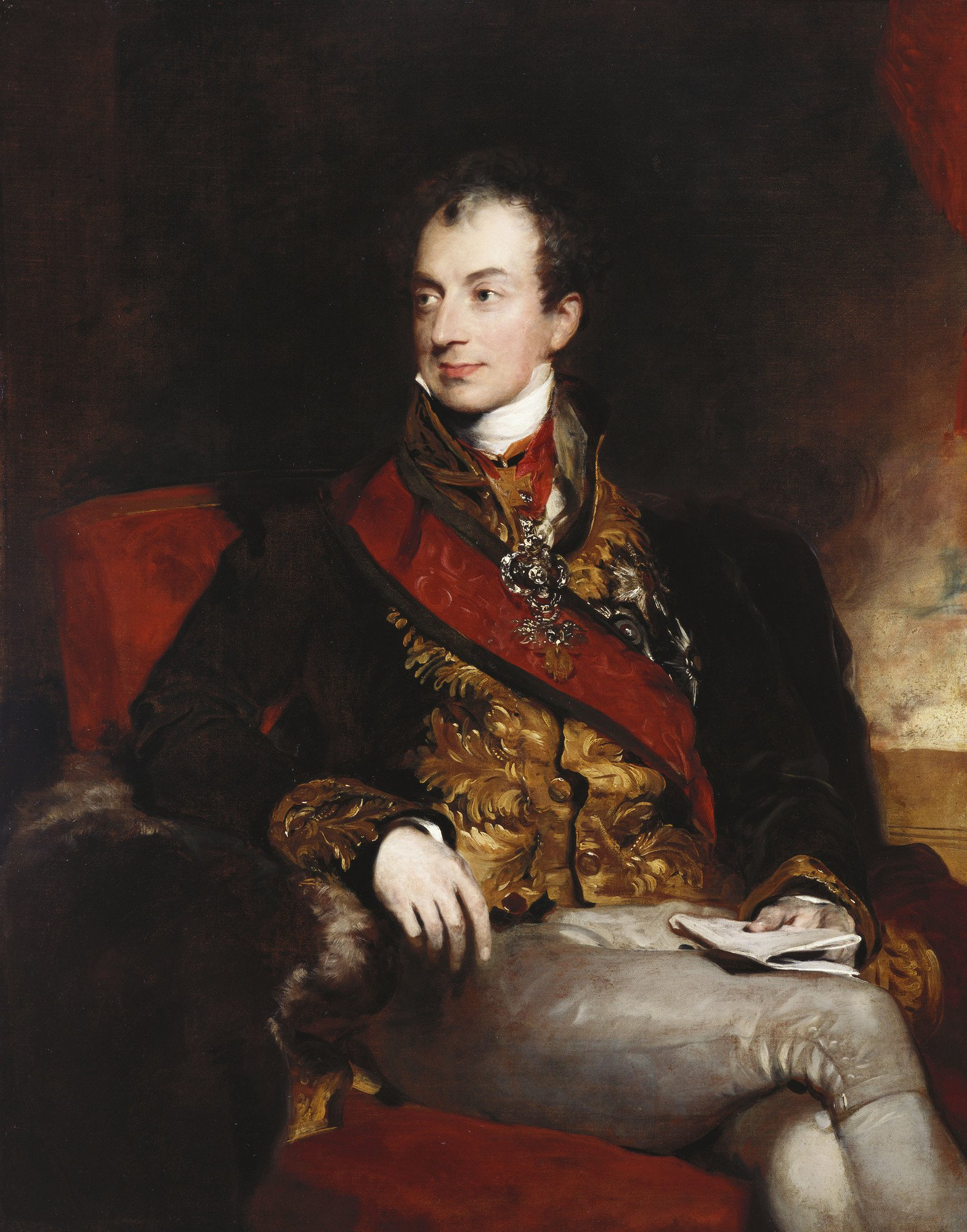
El canciller austríaco Klemens Wenzel von Metternich dominó la Confederación Germánica desde 1815 hasta 1848.

El final del siglo XVIII fue un periodo de reformas políticas, económicas, intelectuales y culturales, la Ilustración (representada por figuras como Locke, Rousseau, Voltaire y Adam Smith), pero involucrando también un temprano romanticismo, que llega a su máximo esplendor con la Revolución francesa, donde la libertad del individuo y la nación se imponen contra el privilegio y las costumbres. Representando una gran variedad de formas y teorías, fueron principalmente una respuesta a la desintegración de los patrones culturales previos, acompañados de nuevos patrones de producción, específicamente el auge del capitalismo industrial.
Sin embargo, la derrota de Napoleón permitió sobrevivir a los regímenes conservadores y reaccionarios, como los del reino de Prusia, el Imperio austríaco y la Rusia zarista, sentando las bases para el Congreso de Viena y la alianza que se opuso a las demandas radicales de cambio introducidas en la Revolución francesa. Las grandes potencias tenían el propósito en el Congreso de Viena en 1815 de restaurar Europa (en la medida de lo posible) a las condiciones anteriores a la guerra, combatiendo tanto el liberalismo como el nacionalismo con la creación de barreras en torno a Francia. Con la posición de Austria en el continente ahora intacta y ostensiblemente segura bajo su reaccionario primer ministro Klemens von Metternich, el imperio Habsburgo serviría como barrera para contener los Estados nacionales de Italia y Alemania, además de Francia. Pero este balance de poder reaccionario, dirigido a bloquear el nacionalismo alemán e italiano en el continente, era precario.
Después de la derrota final de Napoleón en 1815, los Estados miembros sobrevivientes del desaparecido Sacro Imperio Romano Germánico se unieron para formar la Confederación Germánica (Deutscher Bund) —una organización de tenues lazos, especialmente debido a los dos grandes rivales, el Imperio austríaco y el reino prusiano, cada uno temiendo por la dominación del otro.
En Prusia, los gobernantes Hohenzollern forjaron un Estado centralizado. Por el tiempo de las guerras napoleónicas, Prusia era un país social e institucionalmente retrógrado, basado en las virtudes de su aristocracia militar (Junkers), estratificada por rígidas líneas jerárquicas. Después de 1815, las derrotas de Prusia ante la Francia napoleónica señalaron la necesidad de reformas administrativas, económicas y sociales para mejorar la eficiencia de la burocracia y fomentar una educación basada en los méritos. Inspirada por la organización napoleónica de los principados alemanes e italianos, las reformas de Karl August von Hardenberg y el conde von Stein eran conservadoras, dirigidas a preservar los privilegios aristocráticos más bien que a modernizar las instituciones.
Fuera de Prusia, la industrialización avanzaba lentamente y era frenada por la falta de unidad política, conflictos de interés entre la nobleza y los comerciantes, y la continua existencia del sistema de gremios, que desalentaba la competencia e innovación. Mientras esto mantenía una clase media pequeña, proporcionando al viejo orden una medida de estabilidad que no se veía en Francia, la vulnerabilidad de Prusia ante el ejército de Napoleón demostró a muchos entre el viejo orden que una Alemania frágil, dividida y atrasada sería una presa fácil para su cohesionado e industrial vecino.
Las reformas fundaron las bases para el futuro poder militar de Prusia mediante la profesionalización del ejército y decretando el servicio militar obligatorio. Con el propósito de industrializar Prusia, trabajando dentro del marco proporcionado por las antiguas instituciones aristocráticas, se introdujeron reformas para romper el monopolio de los Junkers sobre la propiedad de las tierras, aboliendo por lo tanto, entre otras medidas, la práctica feudal de la servidumbre.

## Romanticismo, nacionalismo y liberalismo en el Vormärz
Aunque las fuerzas desatadas por la Revolución francesa quedaron aparentemente bajo control después del Congreso de Viena, el conflicto entre las fuerzas conservadoras y los nacionalistas liberales quedó en el mejor de los casos aplazado. La era hasta la revolución fallida de 1848, en donde estas tensiones se acumularon, es referida comúnmente como Vormärz ("premarzo"), en referencia al estallido de los disturbios en marzo de 1848.
Este conflicto enfrentó a las fuerzas del antiguo régimen con aquellas inspiradas por la Revolución francesa y los Derechos del Hombre. La composición sociológica de los competidores era, groseramente, por un lado el personal involucrado en el comercio, los negocios y la industria, y por el otro lado el asociado con la aristocracia terrateniente y la aristocracia militar (los Junkers) en Prusia, la monarquía Habsburgo en Austria y los conservadores notables de los pequeños principados y ciudades-estado en Alemania.
Mientras tanto, las demandas de cambio desde abajo se habían fomentado por la influencia de la Revolución francesa. En toda la Confederación Germánica, la influencia austriaca era extrema, provocando la ira de los movimientos nacionalistas. Metternich consideraba el nacionalismo, especialmente el movimiento nacionalista entre los jóvenes, el peligro más acuciante: el nacionalismo alemán no solo podía repudiar el dominio austríaco sobre la Confederación, sino también estimular el sentimiento nacionalista dentro del mismo Imperio austriaco. En un Estado políglota multinacional, en el que eslavos y magiares superaban en número a los alemanes, la perspectiva de un creciente sentimiento nacionalista de checos, eslovacos, húngaros, polacos, serbios y croatas, junto con el creciente liberalismo entre la clase media, era ciertamente espeluznante.
El Vormärz vio el auge de figuras como August Heinrich Hoffmann von Fallersleben, Ludwig Uhland, Georg Herwegh, Heinrich Heine, Georg Büchner, Ludwig Börne y Bettina von Arnim. Las asociaciones gimnásticas de Friedrich Jahn expusieron a la juventud alemana de clase media a las ideas democráticas y nacionalistas. Dichas asociaciones gimnásticas tomaron forma de fraternidades nacionalistas y liberales conocidas como Burschenschaften. El Festival de Wartburg en 1817 celebró a Martín Lutero como protonacionalista alemán, ligando el luteranismo con el nacionalismo alemán, ayudando a levantar los sentimientos religiosos por la causa de la nación alemana. El festival culminó con la quema de varios libros y otros objetos que simbolizaban actitudes reaccionarias. Uno de estos objetos era un libro de August von Kotzebue. En 1819, Kotzebue fue acusado de espiar para Rusia y entonces fue asesinado por un estudiante de teología, Karl Ludwig Sand, quien fue ejecutado por este crimen. Sand pertenecía a una facción nacionalista militante de los Burschenschaften. Metternich utilizó el asesinato como pretexto para emitir los Decretos de Carlsbad de 1819, que disolvieron los Burschenschaften, reprimieron la prensa liberal y restringieron gravemente la libertad académica.

### Alta cultura

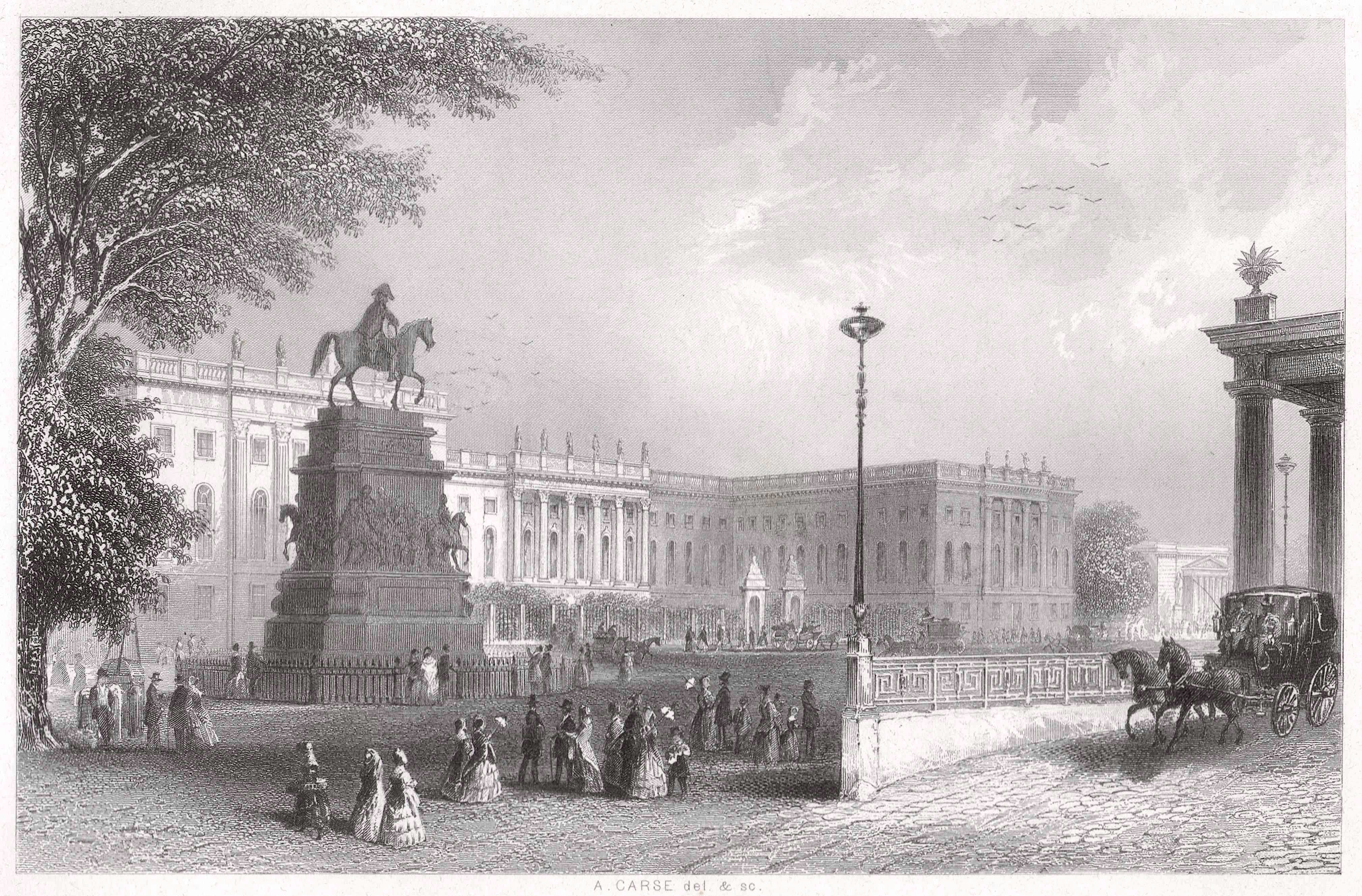
La Universidad de Berlín en 1850.

Artistas e intelectuales alemanes, fuertemente influenciados por la Revolución francesa, viraron hacia el Romanticismo. En las universidades, profesores de prestigio alcanzaron reputación internacional, especialmente en humanidades, encabezadas por historia y filosofía, que aportaron una nueva perspectiva histórica al estudio de la historia política, teología, filosofía, lenguas y literatura. Con Georg Wilhelm Friedrich Hegel (1770-1831) en filosofía, Friedrich Schleiermacher (1768-1834) en teología y Leopold von Ranke (1795-1886) en historia, la Universidad de Berlín, fundada en 1810, se convirtió en la primera universidad del mundo. Von Ranke, por ejemplo, profesionalizó la historia y fijó los estándares de la historiografía. Para la década de 1830, las matemáticas, física, química y biología habían alcanzado un nivel mundial, encabezados por Alexander von Humboldt (1769-1859) en ciencias naturales y por Carl Friedrich Gauss (1777-1855) en matemáticas. Los jóvenes intelectuales recurrieron a menudo a la política, pero su apoyo a la fallida Revolución de 1848 forzó a muchos a exiliarse.

## Población y sociedad

### Transición demográfica
La población de la Confederación Germánica (excluyendo a Austria) creció un 60% entre 1815 y 1865, desde 21.000.000 hasta 34.000.000 habitantes. En esta época tuvo lugar en Alemania la transición demográfica. Fue una transición desde altas tasas de nacimiento y altas tasas de mortalidad a bajas tasas de natalidad y mortalidad en tanto que se desarrollaba desde un país preindustrial a un país de agricultura modernizada y experimentaba un rápido crecimiento industrial del sistema económico urbano. En siglos anteriores, la escasez de tierra significaba que no todo el mundo podía contraer matrimonio y que se casaban después de los 25 años de edad. Las altas tasas de natalidad eran compensadas con unas muy altas tasas de mortalidad infantil, además de epidemias periódicas y malas cosechas.
Después de 1815, el aumento de la productividad agrícola se encontró con una mayor oferta de alimentos, una disminución de las hambrunas, epidemias y malnutrición. Esto permitió a las parejas casarse antes y tener más hijos. Los matrimonios concertados llegaron a ser poco comunes, en tanto que a los jóvenes se les permitía ahora elegir a su propia pareja, sujeta al veto de los padres. Las clases altas y medias empezaron a practicar el control de la natalidad, y poco después también lo hicieron los campesinos. La población en 1800 era fuertemente rural, con solo el 8% de la población viviendo en comunidades entre 5000 y 100.000 personas y otro 2% habitando en ciudades de más de 100.000.

### Nobleza
En una sociedad fuertemente agraria, la propiedad de la tierra jugaba un papel central. Los nobles de Alemania, especialmente aquellos en el este llamados Junkers, dominaban no solo en las localidades, sino también en la corte prusiana y especialmente en el ejército prusiano. En crecimiento a partir de 1815, el gobierno centralizado prusiano con base en Berlín tomó el control sobre los poderes de los nobles, que había sido absoluto en términos de control sobre los campesinos. Retuvieron el control del sistema judicial en sus fincas hasta 1848, así como el control sobre la caza y las leyes del juego. No pagaron impuestos sobre la tierra hasta 1861 y mantuvieron su autoridad de policía hasta 1872, controlando los asuntos de la iglesia hasta principios del siglo XX. Para ayudar a la nobleza a evitar el endeudamiento, Berlín creó una entidad de crédito para proporcionar préstamos de capital en 1809, y extendió la red de préstamos a los campesinos en 1849. Cuando se fundó el Imperio alemán en 1871, la nobleza controlaba el ejército y la marina de guerra, la burocracia y la corte real y, por lo general, determinaba la política gubernamental.

### Campesinado
Los campesinos continuaron centrando su vida en los pueblos, donde eran miembros de un cuerpo corporativo y ayudaban a gestionar los recursos de la comunidad y controlar la vida comunitaria. En el este, eran siervos, que estaban ligados predominantemente a parcelas de tierra. En la mayor parte de Alemania, la agricultura estuvo a cargo de arrendatarios que pagaban rentas y servicios obligatorios al propietario de la tierra, quien era típicamente un noble. Los dirigentes campesinos supervisaban los campos y zanjas y los derechos de pastoreo, manteniendo el orden público y la moralidad, y estaban al cargo de tribunales locales que se encargaban de delitos menores. Dentro de la familia, el patriarca tomaba todas las decisiones e intentaba concertar matrimonios ventajosos para sus hijos. Gran parte de la vida comunal de los pueblos se centraba en torno a los servicios religiosos y los días festivos. En Prusia, los campesinos echaban a suerte elegir quién debía cumplir el servicio militar. Los nobles dirigían las relaciones exteriores y las políticas de los pueblos bajo su control, y no solían estar involucrados en las actividades y decisiones diarias.

### Rápido crecimiento de las ciudades
Después de 1815, la población urbana creció rápidamente debido en primer lugar al influjo de la población joven de las zonas rurales. Berlín creció de 172.000 habitantes en 1800, a 826.000 en 1870; Hamburgo pasó de 130.000 a 290.000; Múnich de 40.000 a 269.000; Breslavia de 60.000 a 208.000; Dresde de 60.000 a 177.000; Königsberg de 55.000 a 112.000. Para compensar este crecimiento, se produjo una extensa emigración, especialmente a Estados Unidos. Los emigrantes totalizaron 480.000 en la década de 1840, 1.200.000 en la década de 1850 y 780.000 en la década de 1860.

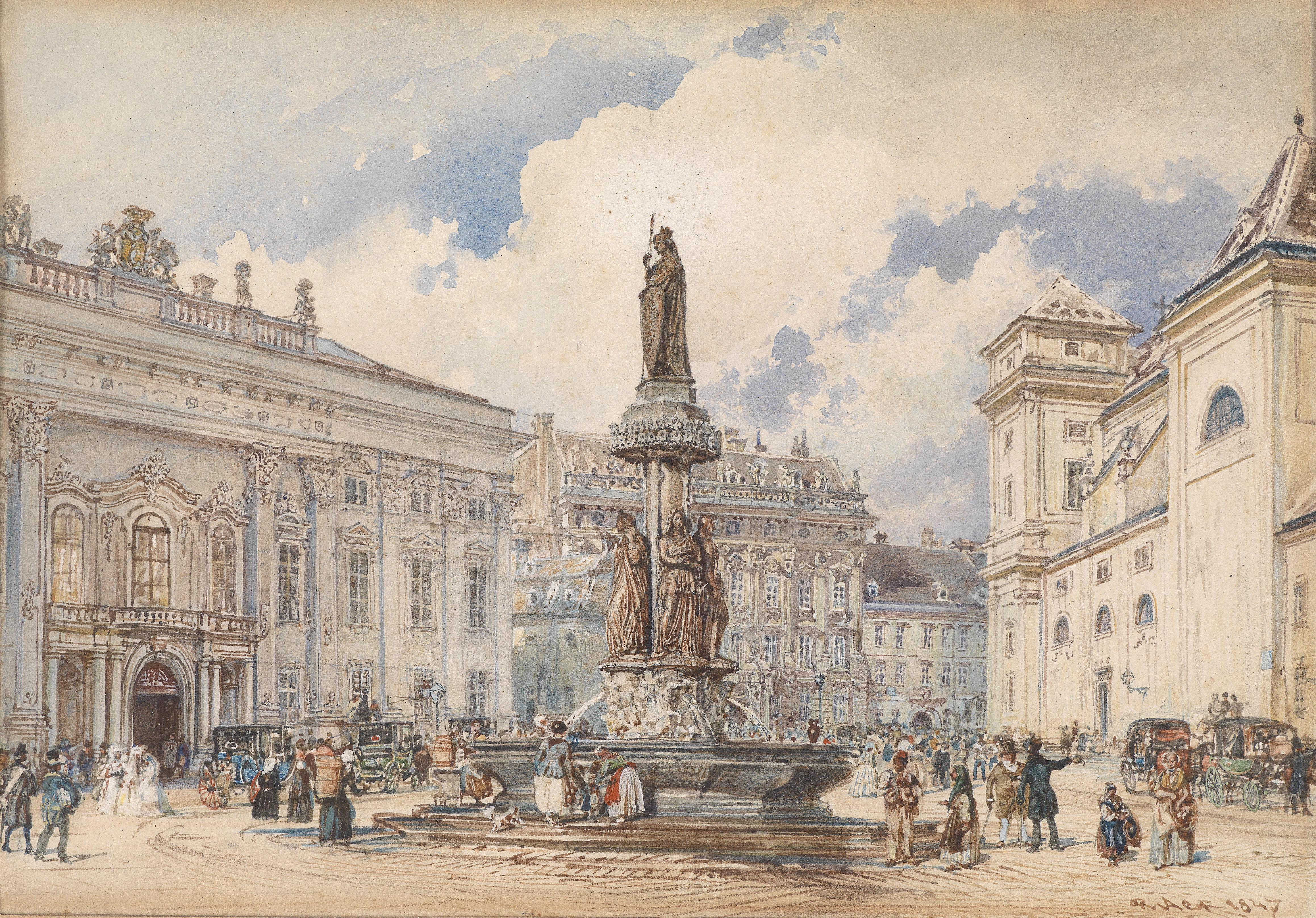
Viena en 1847.
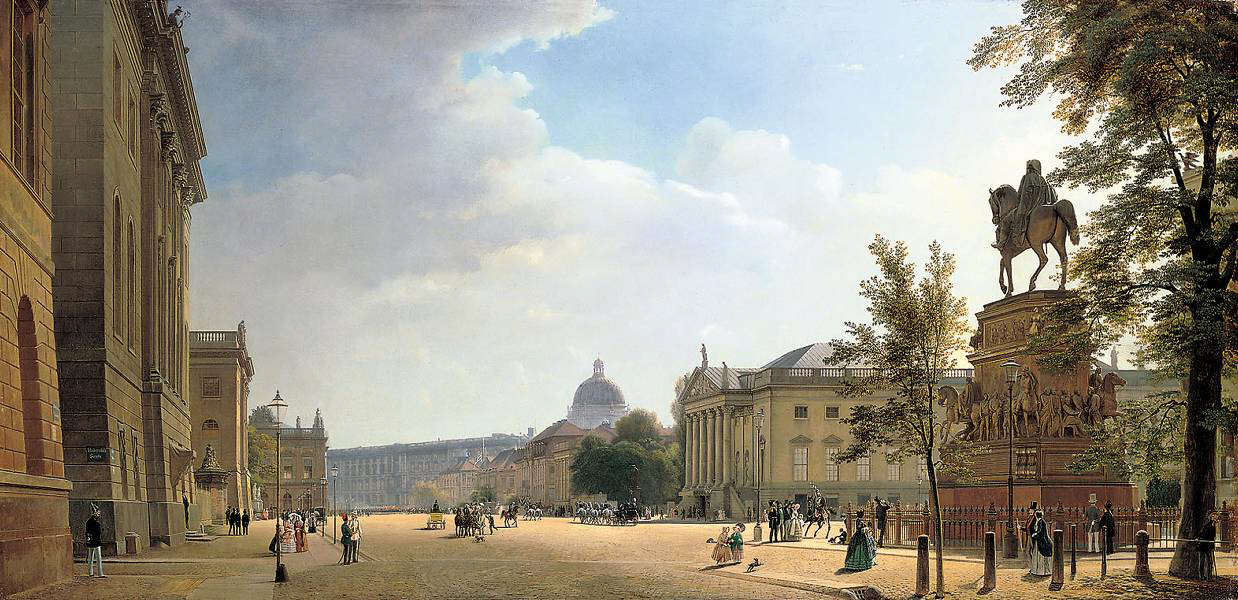
Berlín en 1852.
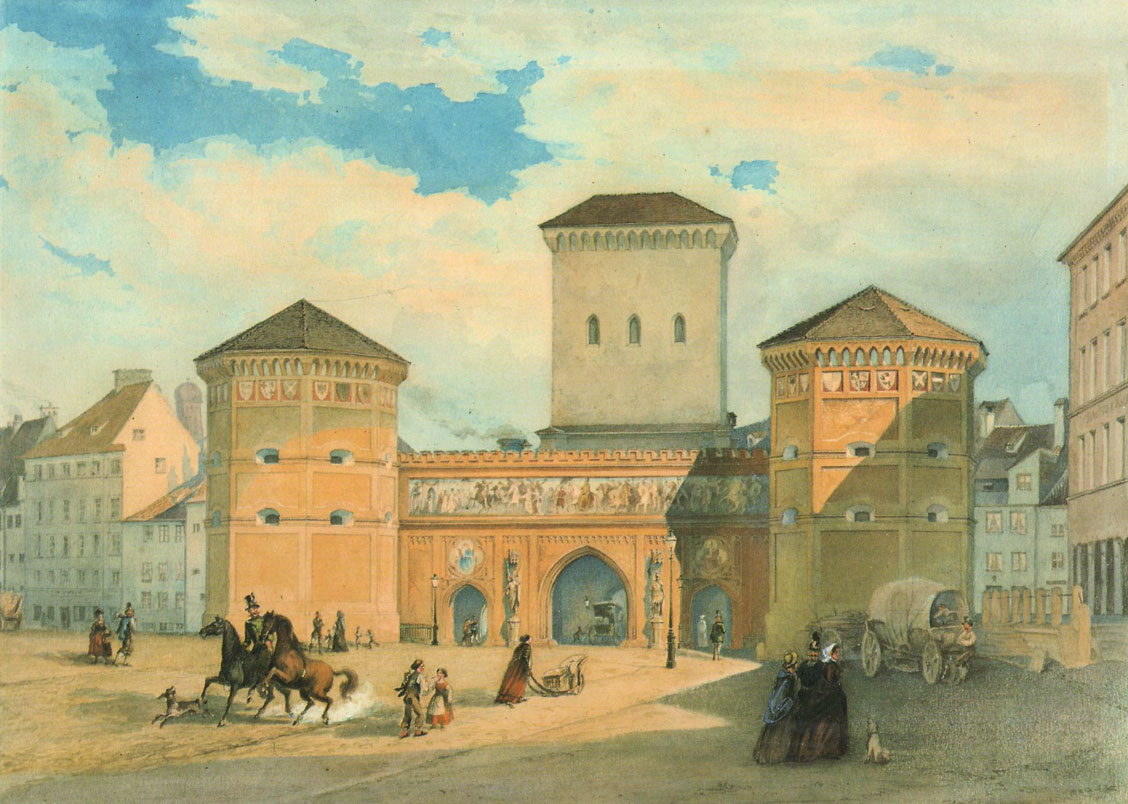
Múnich en 1857.
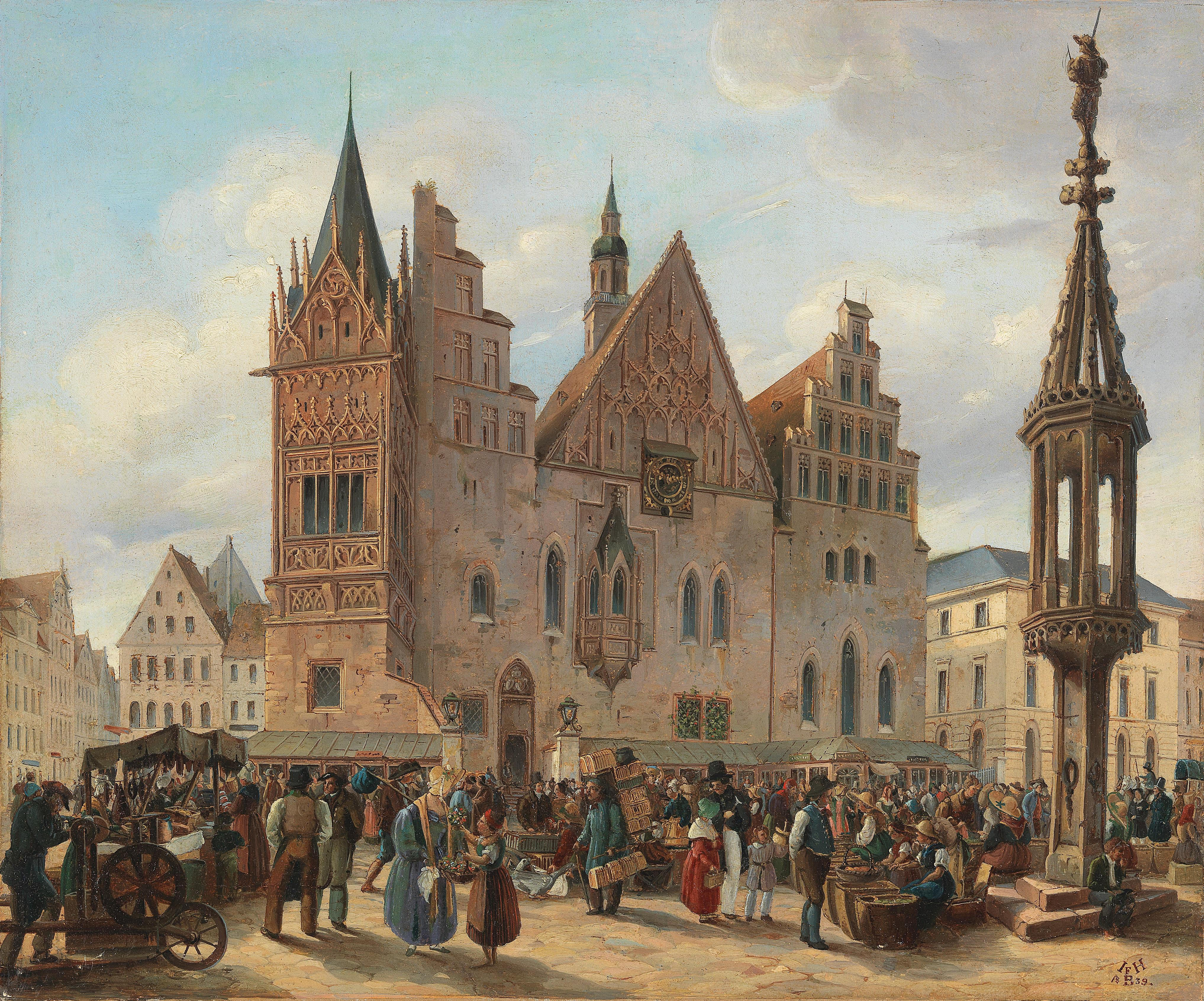
Breslavia en 1839.
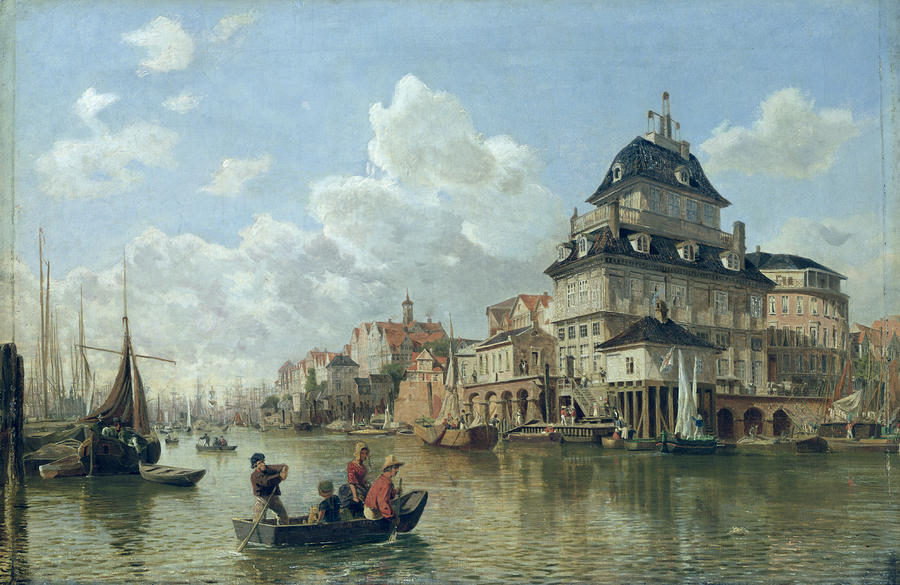
Puerto de Hamburgo en 1850.
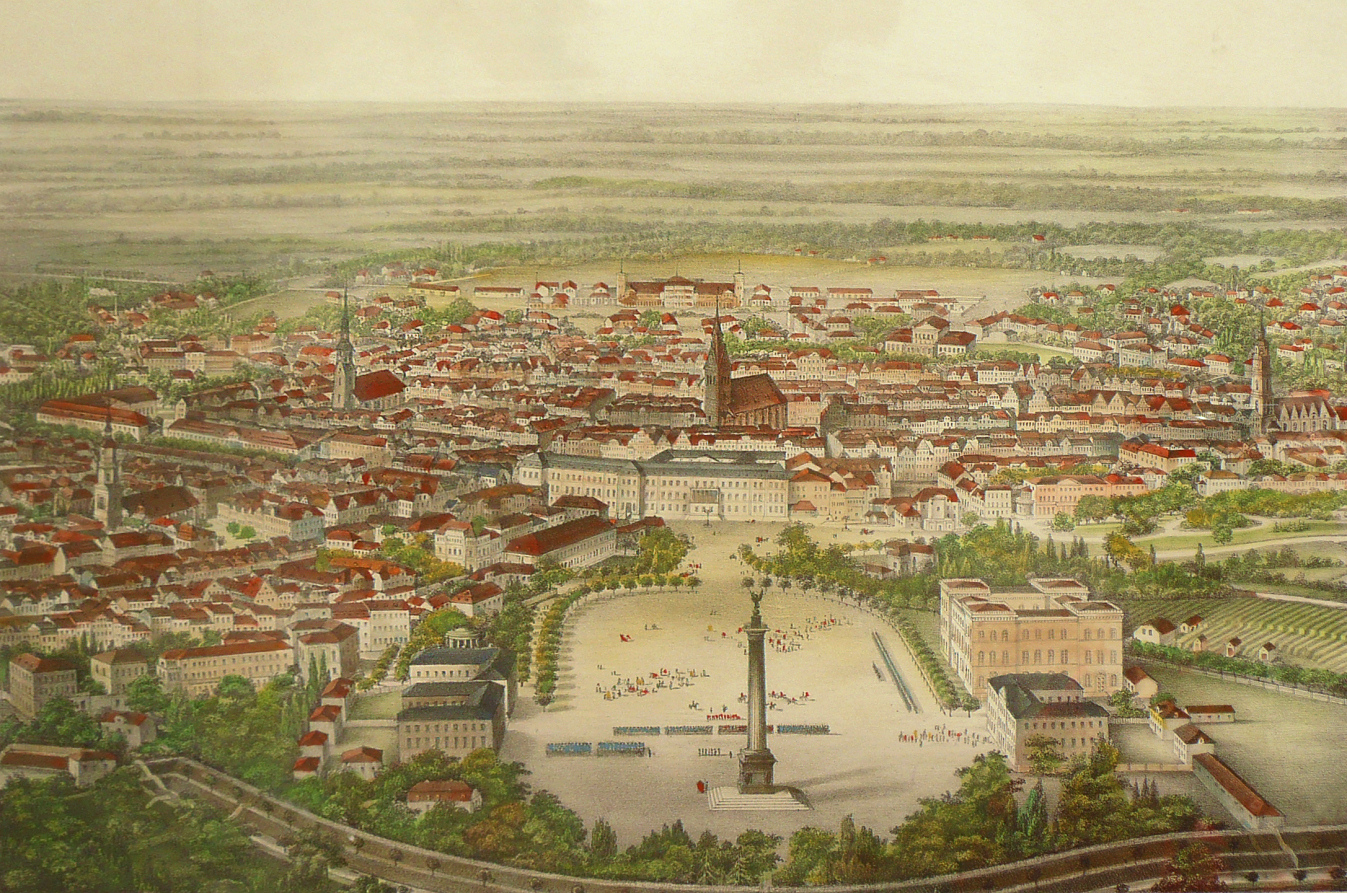
Hannover en 1850.
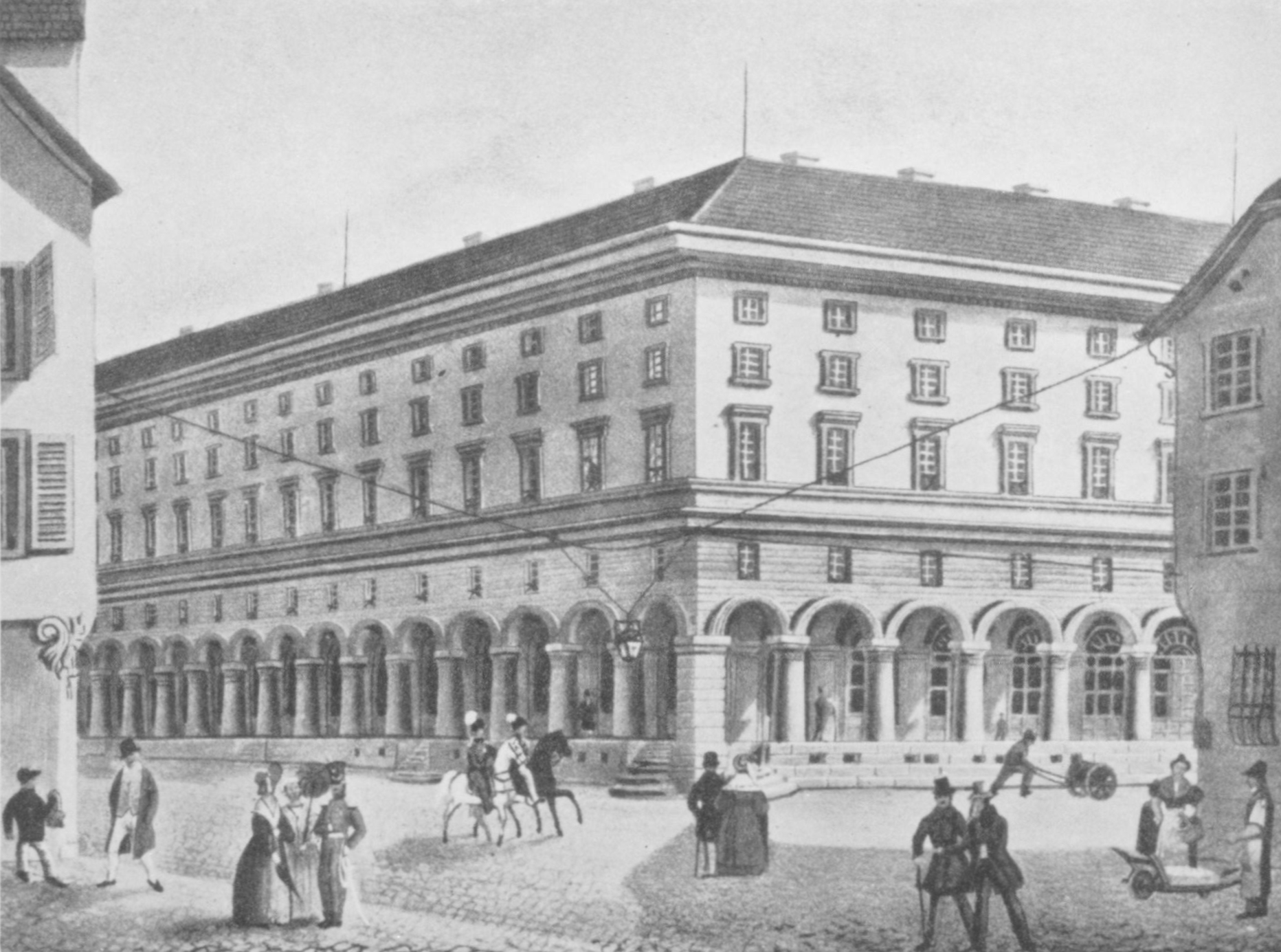
Stuttgart en 1855.
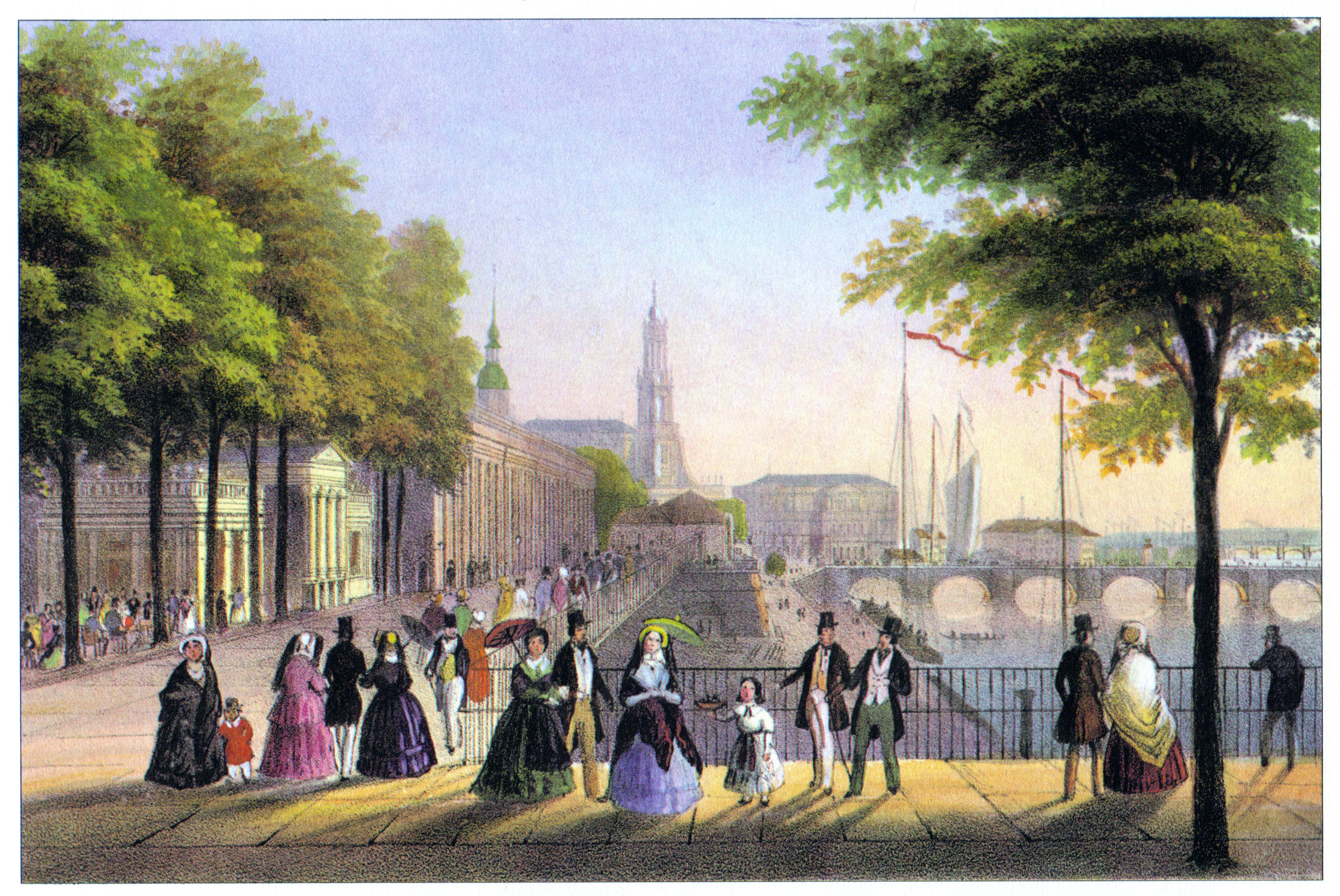
Dresde en 1855.
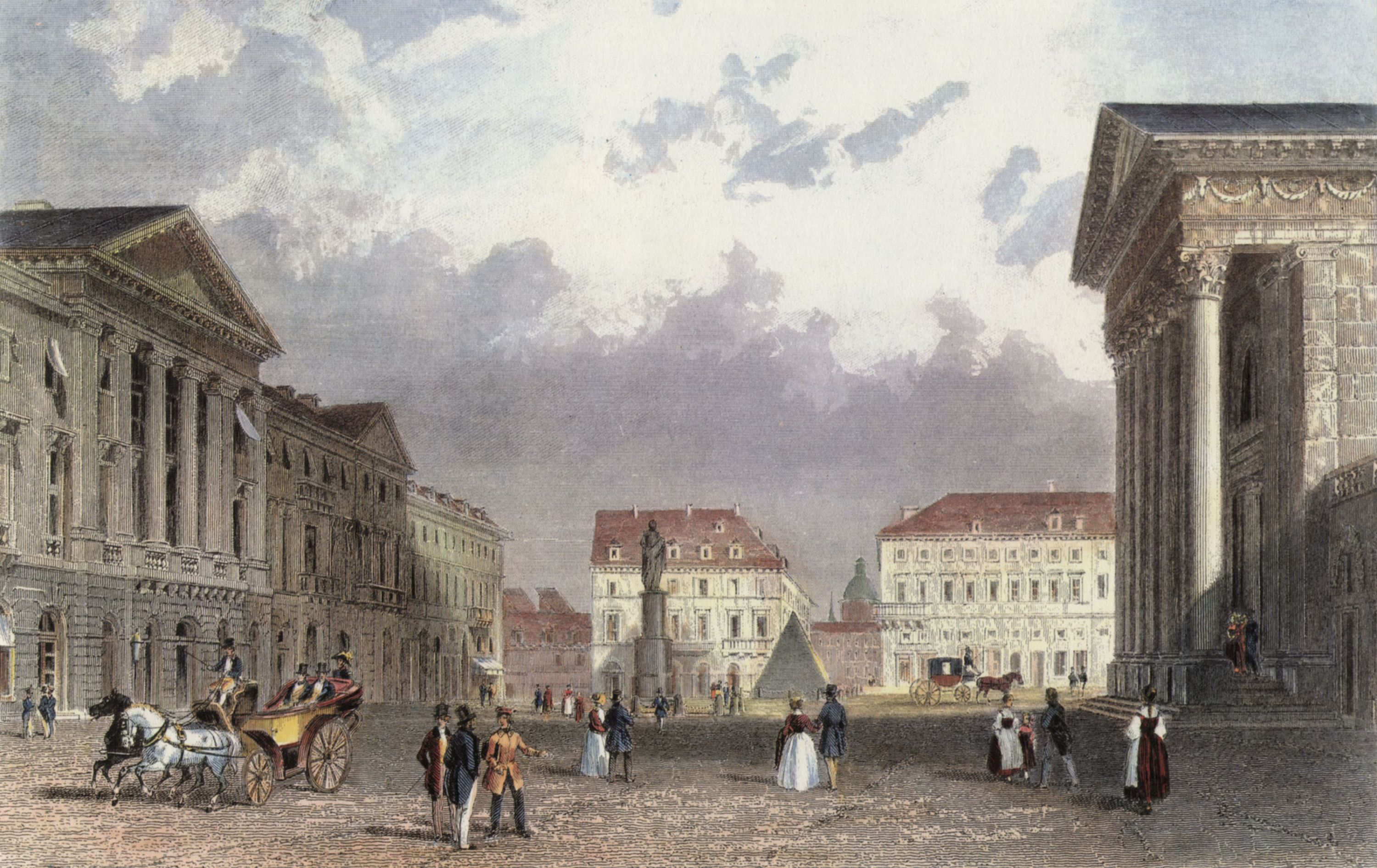
Karlsruhe en 1845.
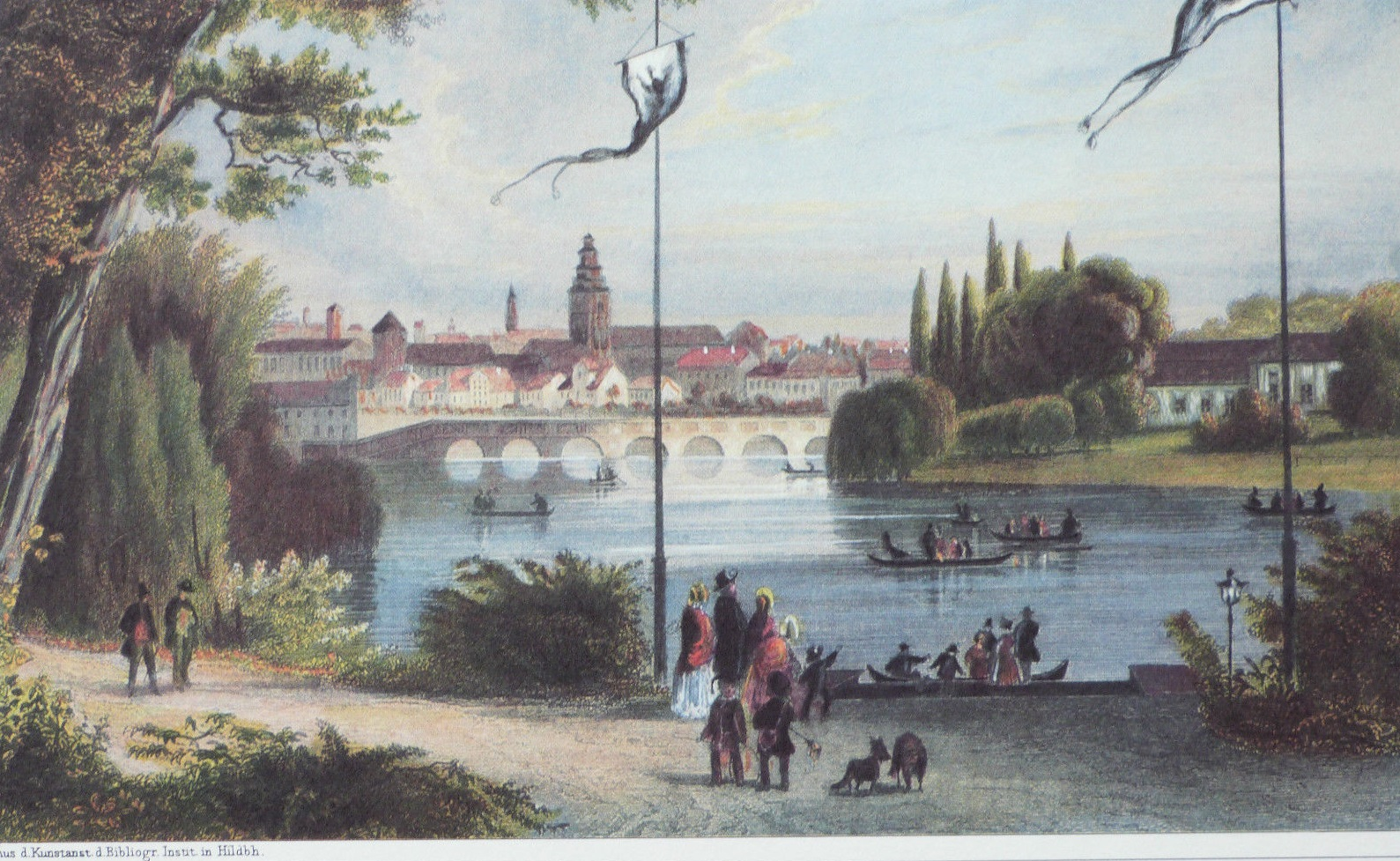
Königsberg en 1845.
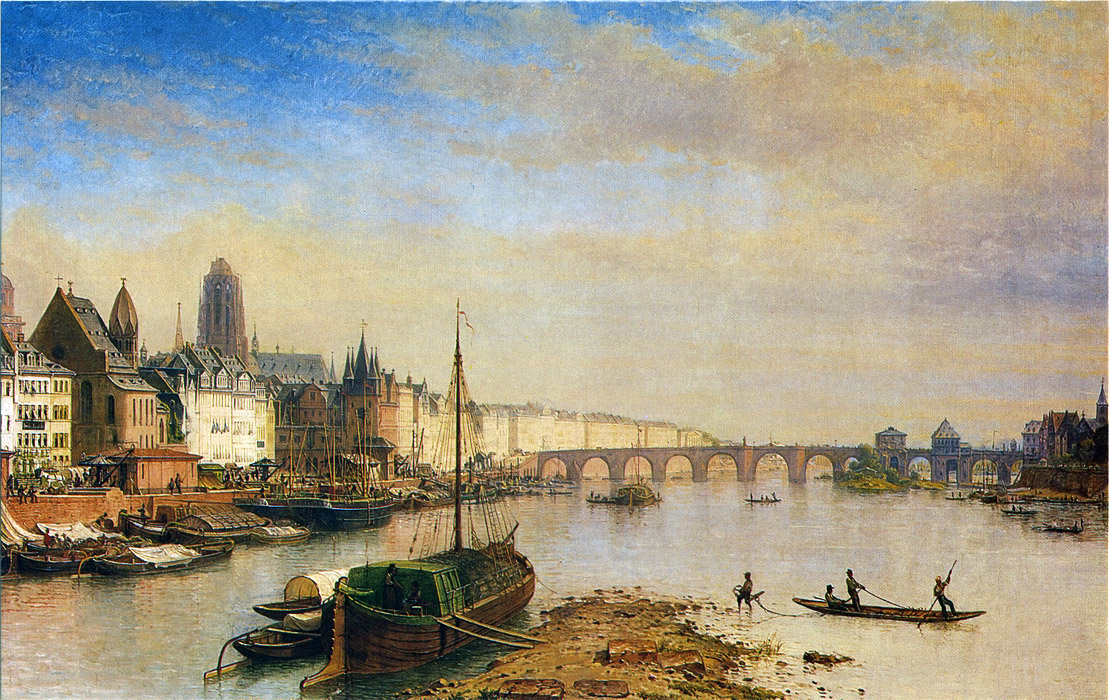
Fráncfort del Meno en 1850.

## Fuerzas de defensa

### Ejército
El ejército de la Confederación Germánica (en alemán: Bundesheer) era una fuerza militar alemana, constituida por soldados de los diferentes Estados miembros de la Confederación y cuyo objetivo primario era la defensa de sus miembros contra enemigos exteriores. Concretamente, estaba dirigida contra Francia que en el pasado había invadido en repetidas ocasiones el antiguo Sacro Imperio Romano Germánico. Rusia también era una amenaza por sus posturas paneslavistas que ponían en peligro el dominio austríaco sobre ciertos países eslavos de su imperio. Las leyes fundacionales de este ejército no preveían el caso de guerra entre Estados miembros, como en la guerra de los ducados, donde el rey de Dinamarca era igualmente miembro de la Confederación por su título de duque de Holstein. La guerra austro-prusiana de 1866 ve el enfrentamiento de dos Estados miembros por el dominio sobre la Confederación. La derrota austríaca lleva a la disolución del ejército federal.

### Armada
La Reichsflotte (Flota Imperial) fue la primera marina para toda Alemania, fundada por el revolucionario Imperio alemán para proporcionar una fuerza naval en la primera guerra de Schleswig contra Dinamarca. La decisión de su creación fue tomada el 14 de enero de 1848 por la Asamblea de Fráncfort, que es considerado por la moderna Armada alemana como el día de su fundación.
En diciembre de 1849, el gobierno imperial fue reemplazado por una comisión federal. En 1851 la Confederación Germánica fue restablecida plenamente. Los Estados alemanes como Prusia, Hanóver y Austria mantuvieron una disputa en relación con los barcos y los costes de sostener una flota. En 1852 la Confederación decidió disolver la flota y los navíos fueron vendidos.

Bandera de guerra.
Enseña naval de la Reichsflotte.

## Unión aduanera: Integración económica

Zollverein y la unificación alemana.

Los esfuerzos adicionales para mejorar la Confederación empezaron en 1834 con el establecimiento de la Unión Aduanera de Alemania. Hacia 1834, el régimen prusiano estimulaba las ventajas comerciales más amplias y el proceso de industrialización, una lógica continuación del programa de Stein y Hardenberg, menos de dos décadas antes. Los historiadores han visto en ello tres objetivos prusianos: como instrumento político para eliminar la influencia austriaca en Alemania; como una manera de mejorar la economía y fortalecer Alemania contra una potencial agresión francesa mientras se reducía la independencia económica de los Estados más pequeños.
Inadvertidamente, estas reformas encendieron la llama del movimiento de unificación y aumentaron las demandas de las clases medias de más derechos políticos, pero en ese momento el atraso y los temores de Prusia sobre sus más poderosos vecinos constituían preocupaciones mayores. La Unión aduanera abrió un mercado común, terminó con las tarifas interestatales, estandarizó los pesos, medidas y monedas dentro de los Estados miembros (excepto Austria), formando las bases de una economía protonacional.
Para 1842 el Zollverein incluía la mayoría de los Estados alemanes. Dentro de los siguientes veinte años, la producción de los hornos alemanes se cuadruplicó. La producción de carbón también creció rápidamente. A su vez, la industria alemana (especialmente las fábricas fundadas por la familia Krupp) introdujo el acero para cañones, ejemplificando el éxito alemán en la aplicación de nuevas tecnologías en la industria de armamento. La seguridad de Alemania mejoraba considerablemente, dejando al Estado prusiano y a la aristocracia terrateniente segura de amenazas exteriores. Los fabricantes alemanes también produjeron fuertemente para el sector civil. El Reino Unido ya no suministraría la mitad de las necesidades de Alemania en bienes manufacturados, como hacía de antemano. No obstante, con el desarrollo de una base industrial fuerte, el Estado prusiano fortalecía a la clase media y así al movimiento nacionalista. La integración económica aumentó especialmente la conciencia nacional entre los Estados alemanes, e hizo de la unidad política un escenario verosímil. Alemania empezó a mostrar todas las características de un protoestado.
El factor crucial que permitió sobrevivir al Vormärz al conservador régimen de Prusia, fue una coalición general de intereses de los sectores líderes entre la clase terrateniente y la pujante clase comercial y manufacturera. Marx y Engels, en su análisis sobre las fallidas revoluciones de 1848, definen esta coalición: "una clase comercial e industrial que es demasiado débil y dependiente para tomar el poder y el gobierno en su propio derecho y que, por lo tanto, se lanza en los brazos de la aristocracia terrateniente y la burocracia de la realeza, cambiando el derecho de gobierno por el derecho a hacer dinero". Sin embargo, incluso si el elemento comercial e industrial es débil, debe ser lo suficientemente fuerte (o pronto lo será) para ser dignos a la cooptación, y la Revolución francesa aterrorizó a suficientes elementos perceptivos de Prusia, Junkers, para que el Estado esté lo suficientemente acomodado.
Mientras que se mantuvo una relativa estabilidad hasta 1848, con suficientes elementos de la burguesía todavía satisfechos de intercambiar "el derecho de gobierno por el derecho a hacer dinero", la clase alta terrateniente se encontró con que su base económica se hundía. Si bien el Zollverein trajo un progreso económico y ayudó a mantener a la burguesía a raya por un tiempo, aumentó las filas de la clase media, que era la base social del nacionalismo y el liberalismo, que el Estado prusiano intentaba frenar.
El Zollverein fue un movimiento hacia la integración económica, hacia el moderno capitalismo industrial, una victoria del centralismo sobre el localismo, llevando rápidamente a su fin la era de los gremios artesanales, en los pequeños Estados principescos alemanes. Esto llevó a una revuelta en 1844 de los tejedores silesianos, quienes vieron su medio de vida destruido por el alud de nuevas manufacturas.
El Zollverein también debilitó la dominación austriaca sobre la Confederación, ya que la unidad económica aumentó el deseo de unidad política y el nacionalismo.

## Estados miembros
| | |  |

Estados de la Confederación Germánica.

| - Imperio austríaco - Reino de Baviera - Reino de Hannover - Reino de Prusia - Reino de Sajonia - Reino de Wurtemberg - Principado Elector de Hesse-Kassel - Gran Ducado de Baden - Gran Ducado de Hesse-Darmstadt - Gran Ducado de Luxemburgo - Gran Ducado de Mecklemburgo-Schwerin - Gran Ducado de Mecklemburgo-Strelitz - Gran Ducado de Sajonia-Weimar-Eisenach - Ducado de Anhalt-Bernburg - Ducado de Anhalt-Cothen - Ducado de Anhalt-Dessau - Ducado de Brunswick - Ducado de Holstein - Ducado de Limburgo (a partir de 1839) - Ducado de Nassau | - Ducado de Oldemburgo (Gran Ducado a partir de 1829) - Ducado de Sajonia-Altenburgo - Ducado de Sajonia-Coburgo-Gotha - Ducado de Sajonia-Coburgo-Saalfeld - Ducado de Sajonia-Hildburghausen - Ducado de Sajonia-Meiningen - Landgraviato de Hesse-Homburg - Ciudad de Bremen - Ciudad de Fráncfort del Meno - Ciudad de Hamburgo - Ciudad de Lübeck - Catorce principados: Hesse-Homburg, Hohenzollern-Hechingen (hasta 1850), Hohenzollern-Sigmaringen (hasta 1850), Liechtenstein, Lippe, Reuss (línea mayor), Reuss (línea menor), Reuss-Ebersdorf (hasta 1824), Reuss-Lobenstein (hasta 1824), Reuss-Schleiz (hasta 1848), Schaumburg-Lippe, Schwarzburg-Rudolstadt, Schwarzburg-Sondershausen y Waldeck-Pyrmont. |  |

### Situación de los Estados en la confederación
- El Imperio austríaco y el Reino de Prusia eran los mayores y de lejos los miembros más poderosos de la Confederación. Grandes partes de ambos países no estaban incluidas en la Confederación, porque estas no habían formado parte del anterior Sacro Imperio Romano Germánico, ni tampoco la mayor parte de sus fuerzas armadas habían sido incorporadas al ejército federal. Austria y Prusia tenían cada uno un voto en la Asamblea Federal.
- Tres Estados miembros eran gobernados por monarcas extranjeros: el rey de Dinamarca como duque de Holstein; el rey de los Países Bajos como gran duque de Luxemburgo y duque de Limburgo; y el rey de Gran Bretaña (hasta 1837) como rey de Hanóver eran miembros de la Confederación Germánica. Cada uno de ellos tenía un voto en la Asamblea Federal.
- Otros seis grandes Estados tenían sendos votos en la Asamblea Federal: el rey de Baviera, el rey de Sajonia, el rey de Wurtemberg, el elector de Hesse, el gran duque de Baden y el gran duque de Hesse.
- 23 Estados más pequeños o diminutos compartían cinco votos en la Asamblea Federal.
- Las cuatro ciudades libres de Bremen, Fráncfort, Hamburgo y Lübeck compartían un voto en la Asamblea Federal.

## Legado
La letra del Himno de Alemania dice:

Deutschland, Deutschland über alles,
Über alles in der Welt,
Wenn es stets zu Schutz und Trutze
Brüderlich zusammenhält;
Von der Maas bis an die Memel,
von der Etsch bis an den Belt:
Deutschland, Deutschland über alles,
Über alles in der Welt!

La segunda estrofa, «Desde el Mosa hasta el Memel, desde el Adigio hasta el Belt», hace alusión a las fronteras geográficas en los cuatro puntos cardinales (este-oeste, sur-norte) de los 38 Estados que componían la Confederación Germánica.

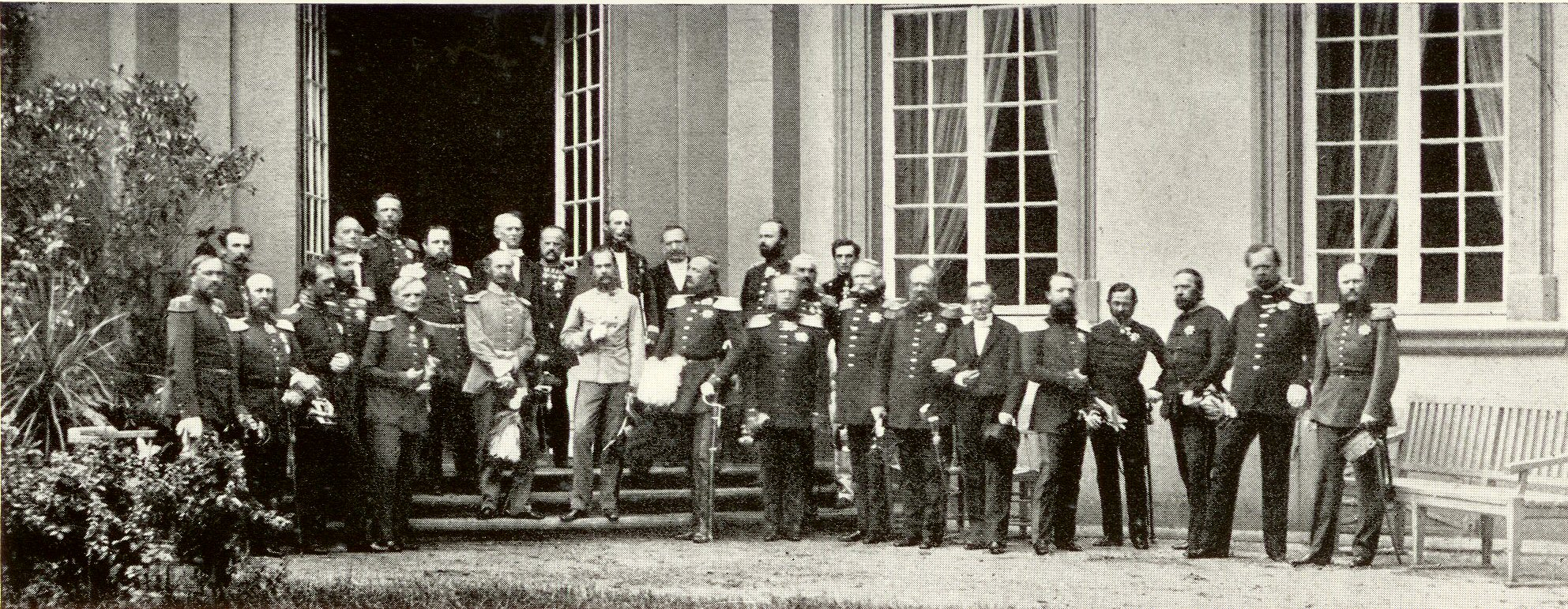
Monarcas de los Estados miembros de la Confederación Germánica en el encuentro de Fráncfort del Meno en 1863.

### Legado territorial
Los actuales países, cuyo territorio estaba parcial o enteramente localizado dentro de las fronteras de la Confederación Germánica 1815-1866, son:
- Alemania (todos los estados excepto el Schleswig Meridional en el norte de Schleswig-Holstein)
- Austria (todos los estados excepto Burgenland)
- Luxemburgo (todo el territorio)
- Liechtenstein (todo el territorio)
- Países Bajos (provincia de Limburgo - la provincia se unió a la Confederación después de 1839)
- República Checa (todo el territorio)
- Eslovenia (excepto Prekmurje y los municipios de Koper, Izola y Piran)
- Polonia (Voivodato de Pomerania Occidental, Voivodato de Lubusz, Voivodato de Baja Silesia, Voivodato de Opole, parte de Silesia)
- Bélgica (comunidad germanófona y algún otro territorio al este de Bélgica en 1839)
- Italia (región autónoma del Trentino-Alto Adigio, provincia de Trieste, la mayor parte de la provincia de Gorizia excepto el enclave de Monfalcone y los municipios de Tarvisio, Malborghetto Valbruna, Pontebba, Aquileia, Fiumicello y Cervignano en la provincia de Udine)
- Croacia (el territorio de Pazin en el condado de Istria y la franja costera entre Opatija y Plomin en la región de Liburnia)
- La corona danesa fue miembro solo como cabeza de su ducado de Holstein. Schleswig se unió por primera vez como parte de Prusia después de la Guerra de los Ducados (1864).